# Syria
Syria, conosciuta anche come Airys, pseudonimo di Cecilia Syria Cipressi (Roma, 26 febbraio 1977), è una cantante italiana.

## Biografia

### Anni novanta
Figlia d'arte, suo padre era il cantante Luciano Cipressi, in arte Elio Cipri (1948-2022), che ebbe un certo successo negli anni sessanta e in seguito fu produttore presso la Fonit Cetra. Syria comincia ufficialmente la sua carriera nel 1995, quando si aggiudica il primo posto nella manifestazione "Sanremo Giovani" cantando una cover della canzone di Loredana Bertè Sei bellissima e guadagnando perciò la partecipazione al Festival di Sanremo dell'anno seguente.
La cantante vince poi il Festival di Sanremo 1996 nella categoria “Giovani” con Non ci sto e pubblica il suo primo, omonimo album, con brani di Claudio Mattone, tra cui Sogno, cover di Mietta. Nel 1997 partecipa nuovamente al 47º Festival di Sanremo, stavolta tra i big, e arriva terza con il brano Sei tu. Contemporaneamente pubblica il suo secondo album L'angelo, che porta la firma di Claudio Mattone e Alberto Salerno; nel corso dell'estate si aggiudica il Telegatto di "Vota la voce" a pari merito con Carmen Consoli come artista rivelazione dell'anno.
Nel 1998 esce Station Wagon: Ho scritto una canzone per te, Station Wagon e Dimenticata sono i tre singoli estratti. Per lei scrivono brani in questo album svariati cantautori tra cui Mariella Nava e Mimmo Cavallo e canta Riflesso, brano che fa da colonna sonora al cartone animato Disney Mulan.

### Anni 2000

Una debuttante Syria premiata al Festival di Sanremo 1996 per Non ci sto

Il 26 maggio 2000 esce il suo quarto album, Come una goccia d'acqua, prodotto da Biagio Antonacci. In questo disco, Syria scrive il suo primo testo sulla musica di Marina Rei per la canzone Maledetto il giorno. Il brano Se t'amo o no è uno dei più suonati dell'estate 2000 e l'album viene certificato con il disco di platino. Partecipa al brano "Essere in te" degli 883, di cui canta l'ultimo inciso.
Un anno più tardi, Syria torna al 51º Festival di Sanremo con un brano di Biagio Antonacci dal titolo Fantasticamenteamore, che verrà inserito nella ristampa del disco Come una goccia d'acqua.
Nello stesso anno nasce Alice, figlia della cantante e del suo compagno, Pier Paolo Peroni, produttore degli 883.
Un nuovo album esce nel 2002: Le mie favole. Del disco fanno parte Essere in te, scritta da Max Pezzali (brano che avevano già interpretato assieme nell'album Uno in più degli 883), Se tu non sei con me, scritta da Jovanotti e Occhi fragili, scritta da Gianna Nannini e Isabella Santacroce. Nello stesso disco c'e anche una canzone scritta dalla stessa Syria, "Lettera ad Alice", dedicata alla figlia di pochi mesi. Il disco verrà ristampato nel 2003 con l'aggiunta del brano L'amore è (scritto da Jovanotti e prodotta dal DJ e MC milanese Bassi Maestro) con cui la cantante partecipa al Festival di Sanremo di quell'anno e di un secondo inedito dal titolo Aria, uscito come singolo l'estate seguente.
Il sesto album, Non è peccato, vede la luce nel 2005 e contiene 11 brani inediti scritti appositamente per Syria da diversi artisti e autori come Jovanotti, Tiziano Ferro, Mario Venuti, Le Vibrazioni, Roberto Casalino e Giorgia. Dall'album vengono estratti tre singoli di buon riscontro: Senza regole, Non sono e l'omonima Non è peccato, di cui viene realizzato un video per la regia di Gaetano Morbioli. L'album contiene anche un omaggio a Loredana Bertè, di cui interpreta la hit Mi manchi, portata al successo nel 1993.
Alla carriera di cantante Syria alterna quella di attrice teatrale, partecipando al fianco di Francesco Paolantoni allo spettacolo Jovinelli varietà, scritto da Serena Dandini. Nel 2006 collabora con Paolo Rossi in Chiamatemi Kowalski (novanticinque repliche in giro per l'Italia). Inoltre viene contattata dal regista Giovanni Veronesi per un breve cameo nel film Manuale d'amore 2 - Capitoli successivi. Nell'attesa di iniziare la registrazione del suo nuovo album con Cesare Malfatti dei La Crus, collabora con alcuni gruppi della scena Indie italiana (Non voglio che Clara, Atleticodefina).
Alla fine del 2007 escono i nuovi singoli La distanza e Canzone d'odio cover del gruppo indie rock Northpole il primo e dei Mambassa il secondo che anticipano l'uscita del settimo album, intitolato Un'altra me, in cui Syria, che nel frattempo è passata dalla Warner Music Italy alla Sony Music, reinterpreta alcuni brani di gruppi che appartengono al circuito indipendente italiano, oltre che dei già citati Northpole e Mambassa, di Marta sui Tubi, Deasonika, Non voglio che Clara, Perturbazione, Filippo Gatti, Atleticodefina, Blume e Marcilo Agro. L'album è uscito l'8 febbraio 2008, e contiene 12 brani di cui 1 inedito, "Momenti" scritto da Sergio Endrigo e Cesare Malfatti, quest'ultimo ex membro della band milanese La Crus e produttore dell'intero disco. Con quest'ultimo brano la cantante si era presentata alle selezioni per il Festival di Sanremo 2008, ma senza successo.
Il disco ottiene un'ottima recensione da parte della critica, ma non ottiene il successo sperato in senso commerciale. Il 20 febbraio 2009, Syria ha duettato, in veste di ospite, con Dolcenera al Festival di Sanremo 2009 nella categoria "Artisti" con il brano Il mio amore unico.
Nel maggio del 2009 esce il singolo Esco, mentre a giugno il singolo Vedo in te, entrambi pubblicati con il nome Airys ed inclusi nell'EP Vivo amo esco. In questo EP è anche presente il brano Io ho te, cover riarrangiata della hit di Donatella Rettore del 1983. L'intero progetto a cui Syria presta la voce è scritto e curato da Sergio Maggioni e Giulio Calvino degli Hot Gossip, band della scena indie rock italiana.
Il 21 giugno 2009 prende parte al concerto Amiche per l'Abruzzo allo Stadio San Siro di Milano, in favore dei terremotati del terremoto dell'Aquila del 2009, esibendosi, tra l'altro, in quartetto con Irene Grandi, Noemi e Dolcenera in La tua ragazza sempre di Irene Grandi e nella storica Blowin' in the Wind.

### Anni duemiladieci
Nell'aprile 2010 esce il terzo singolo di Airys, Io ho te, ricantata per l'occasione con la band Club Dogo. Il relativo videoclip ospita come partecipazione straordinaria l'autrice del brano originale, Donatella Rettore. Dal 19 gennaio 2011 è disponibile il libro I Baustelle mistici dell'Occidente in cui si parla anche delle collaborazioni dei Baustelle con le donne della musica tra cui anche Syria.
Il 3 maggio 2011 esce il nuovo album Scrivere al futuro, album che segna il ritorno al pop di Syria. Le musiche sono scritte, arrangiate e prodotte da Sergio Maggioni e i testi scritti da Dario Moroldo, cantante del gruppo indie Amari. Il singolo che anticipa l'album è Sbalzo di colore ed è accompagnato da un video molto creativo, che si rifà alla PopArt. Il 15 luglio è il radio-date di Innamorarsi senza accorgersi, secondo singolo estratto.
Nell'autunno 2011 partecipa come tutor al talent show Star Academy.
È stata ospite sul palco di Laura Pausini nel concerto della notte di Capodanno 2012, tappa romana dell'Inedito Tour. Il 20 luglio 2012 esce il nuovo singolo Come non detto in duetto con il rapper Ghemon. Il brano è la title track dell'omonimo film uscito nelle sale italiane il 7 settembre.
Nel maggio 2014 torna sulle scene con il singolo Odiare, scritto da Max Pezzali, con esso la cantante il 26 giugno 2014, partecipa al Summer Festival. Il 27 maggio pubblica l'album Syria 10, decimo album in studio in carriera. Il secondo singolo estratto è Innamoratissima cover del brano Innamoratissimo cantato dai Righeira nel 1986.
L'8 maggio 2014 è stata invitata da Laura Pausini a cantare accanto a lei. Il 18 maggio canta e suona alla consolle nel brano Con la musica alla radio, al fianco di Malika Ayane, L'Aura, Emma, Paola Turci, Noemi, La Pina e dalla stessa Laura Pausini a Taormina. Questo evento viene trasmesso in TV il 20 maggio nel one woman show Stasera Laura: ho creduto in un sogno.
Nel settembre 2015 partecipa all'iniziativa della rivista Musica Jazz in ricordo di Sergio Endrigo per il decennale della scomparsa, interpretando Momenti nella raccolta Momenti di jazz. Nel 2015 ha collaborato con Max Pezzali per un brano del suo nuovo album "Astronave Max" il cui titolo è "Fallo tu"
Nel 2016 viene scelta tra i giudici della terza edizione del programma TOP DJ, in onda su Italia 1, e pubblica il singolo Islanda.
In 20 anni di carriera Syria non ha mai pubblicato una raccolta antologica dei suoi brani, nel 2016 festeggia questo anniversario con un concerto che racconta in musica la storia della cantante romana, registrato in una serata speciale con tutto il suo pubblico il 2 dicembre al teatro Grande di Brescia, accompagnata da un’orchestra di 52 elementi diretta dal Maestro Bruno Santori,
Con lei a festeggiare sul palco con dei duetti, tanti amici: Malika Ayane, Ghemon, La Pina, Emma, Francesca Michielin, Noemi, Paola Turci e Emiliano Pepe.
Nel 2017, esce, con Universal Music Group il suo nuovo album 10 + 10 che raccoglie il concerto al Teatro Grande di Brescia e quattro inediti, Se Sapessi scritto da Giuliano Sangiorgi, Lontana da te de Il Cile, Acqua e alloro di Colapesce, e una cover del gruppo Flight Facilities dal titolo Islanda con il testo di Dario Moroldo.
Il quinto inedito dell'album è una cover di Io Te Francesca e Davide cantata nel 1997 da Ambra Angiolini, scritta insieme a Riccardo Sinigallia e riproposta in una nuova veste con la stessa Ambra e Syria.
Sempre nel 2017 porta in scena lo spettacolo Bellissime, tributo alla musica italiana al femminile, accompagnata alla chitarra prima da Tony Canto ed in seguito da Massimo Germini.
Da luglio 2018 all'aprile 2024 si dedica ad un tributo itinerante in molti teatri italiani dedicato a Gabriella Ferri, con la supervisione di Sieva Borzak figlio di Gabriella dal titolo "Perché non canti più" scritto e diretto da Pino Strabioli, accompagnata alla chitarra acustica e pianoforte da Massimo Germini e Davide Ferrario.
In una intervista a TeatroeMusicaNews dichiara di essersi presa una pausa dalla discografia in quanto non è più stimolata dall'idea di nuove produzioni musicali. Conferma così di volere continuare sulla strada del teatro.
Nel 2019 torna sul palco di Sanremo affiancando, nella serata dei duetti, Anna Tatangelo con il suo brano Le nostre anime di notte.

### Anni duemilaventi
Nel 2021 vince Star in the Star, trasmissione condotta da Ilary Blasi su Canale 5, interpretando Loredana Bertè.
Dopo qualche anno di pausa lontana da riflettori e palcoscenici, parte il Syria live, uno spettacolo prodotto da DM Produzioni nel quale l'artista ripropone, oltre ai suoi successi di ben 10 album, anche un tributo alle donne della musica italiana, tra le quali Mina, Loredana Bertè e Loretta Goggi.
Parallelamente porta in scena lo spettacolo teatrale A questo punto la voglia la pazzia per omaggiare l'album iconico di Ornella Vanoni, realizzato in collaborazione con Vinicius De Moraes, Toquinho e Sergio Bardotti, scritto e diretto da Max De Tomassi, accompagnata alla chitarra da Tony Canto in collaborazione con Live Arts Management.
Per i suoi 30 anni di carriera che ricorrono proprio nel 2026 sta lavorando a un nuovo progetto discografico.

## Vita privata
È sposata con il produttore discografico Pier Paolo Peroni dal quale ha avuto due figli: nel 2001 Alice e nel 2012 Romeo.

## Discografia

### Album in studio
- 1996 - Non ci sto
- 1997 - L'angelo
- 1998 - Station Wagon
- 2000 - Come una goccia d'acqua
- 2002 - Le mie favole
- 2005 - Non è peccato
- 2008 - Un'altra me
- 2011 - Scrivere al futuro
- 2014 - Syria 10
- 2017 - 10 + 10

### EP
- 2009 - Vivo amo esco come Airys

### Singoli
- 1996 - Non ci sto
- 1996 - Manchi tu
- 1996 - Batti e batti
- 1997 - Sei tu
- 1997 - L'angelo
- 1997 - Così mi butto via
- 1997 - Riflesso
- 1998 - Station Wagon
- 1998 - Ho scritto una canzone per te
- 1998 - Dimenticata
- 2000 - Se t'amo o no
- 2000 - Fino al cielo
- 2001 - Fantasticamenteamore
- 2001 - Maledetto il giorno
- 2002 - Se tu non sei con me
- 2003 - Mi consumi
- 2003 - L'amore è
- 2003 - L'amore è (Need you tonight) Remix
- 2003 - Aria
- 2005 - Senza regole
- 2005 - Non sono
- 2005 - Non è peccato
- 2007 - La distanza
- 2008 - Canzone d'odio
- 2009 - Esco come Airys
- 2009 - Vedo in te come Airys
- 2010 - Io ho te come Airys, con Club Dogo
- 2011 - Sbalzo di colore
- 2011 - Innamorarsi senza accorgersi
- 2012 - Come non detto con Ghemon
- 2014 - Odiare
- 2014 - Innamoratissima
- 2015 - Come stai
- 2016 - Islanda
- 2017 -  Lontana da te
- 2017 -  Io, te, Francesca e Davide con Ambra Angiolini

## Videografia

### Video musicali
| Anno | Titolo                                             | Regista/i                          |
| ---- | -------------------------------------------------- | ---------------------------------- |
| 1998 | Station Wagon                                      |                                    |
| 2000 | Se t'amo o no                                      | Gaetano Morbioli                   |
| 2000 | Fino al cielo                                      | Gaetano Morbioli                   |
| 2001 | Fantasticamenteamore                               | Gaetano Morbioli                   |
| 2002 | Se tu non sei con me                               | Manetti Bros.                      |
| 2003 | Mi consumi                                         | Manetti Bros.                      |
| 2003 | L'amore è                                          | Gaetano Morbioli                   |
| 2005 | Senza regole                                       | Gaetano Morbioli                   |
| 2005 | Non sono                                           |                                    |
| 2005 | Non è peccato                                      | Stefano Bertelli, Gaetano Morbioli |
| 2007 | La distanza                                        | Romana Meggiolaro                  |
| 2008 | Canzone d'odio                                     | Cosimo Alemà                       |
| 2009 | Esco                                               | Cosimo Alemà, Romana Meggiolaro    |
| 2009 | Vedo in te                                         | Romana Meggiolaro                  |
| 2010 | Io ho te (feat. Club Dogo)                         | Fabrizio Conte                     |
| 2010 | How to Believe                                     | Juan Gambino                       |
| 2011 | Sbalzo di colore                                   | Fabio Berton                       |
| 2012 | Come non detto (feat. Ghemon)                      | Alessio Saglio                     |
| 2014 | Odiare                                             | Flavio Caruso                      |
| 2015 | Come stai                                          | Gaetano Morbioli                   |
| 2016 | Islanda                                            | Gianluca "Calu" Montesano          |
| 2017 | Lontana da te                                      | Marco Salom                        |
| 2017 | Io, te, Francesca e Davide (feat. Ambra Angiolini) | Laccio & Shake                     |

#### Partecipazioni in video di altri artisti
| Anno | Titolo                | Artista                                          | Regista/i                     |
| ---- | --------------------- | ------------------------------------------------ | ----------------------------- |
| 2016 | Una città per cantare | Ron & Artisti Insieme per la Lotta Contro la SLA | Marco Donazzan, Luca Donazzan |

## Televisione
- Star Academy (Rai 2, 2011)  tutor
- TOP DJ (Italia 1, 2016) giudice
- Star in the Star (Canale 5, 2021) concorrente vincitrice
- Alessandro Borghese - Celebrity Chef (TV8, 2022) - concorrente
- Name That Tune - Indovina la canzone (TV8, 2022) concorrente